# Чемпионат Европы по рапиду и блицу 2023
Чемпионат Европы по рапиду и блицу 2023 — чемпионат Европы по шахматам в рапиде и блице. Прошёл с 14 по 17 декабря 2023 года в Загребе, Хорватия.

## Общие сведения
С 14 по 15 декабря проведён чемпионат Европы по рапиду. Сыграно 11 раундов по швейцарской системе. Контроль времени составлял 15 минут плюс 10 секунд. Призовой фонд составил 30 000 евро.
Чемпионат Европы по блицу прошёл 16 декабря в 13 одиночных раундах. Контроль времени составлял 3 минуты плюс 2 секунды. Призовой фонд составил 15 000 евро. 
Участвовать в турнире имели право игроки стран-членов Европейского шахматного союза независимо от рейтинга и наград.
В турнире приняли участие около 700 игроков из 41 федерации шахмат.

## Ход турнира
В чемпионате Европы по рапиду приняли участие более 450 игроков. Победителем стал Алексей Сарана, набрав 9,5 очков. Айк Мартиросян и Богдан-Даньел Дяк набрали каждый по 9 очков. По критерию тай-брейка Айк Мартиросян занял второе место. Богдан-Даньел Дяк завоевал бронзовую медаль.
В чемпионате Европы по блицу приняли участие около 600 игроков. Победителем стал Давид Навара. Василий Иванчук занял второе место. Денис Кадрич занял третье место.
8-летняя шахматный вундеркинд Бодхана Шиванандан набрала 8,5 очков в блицтурнире, показав лучший результат среди женщин и заработав 211,2 ELO очков в блице. В итоге она заняла 73 место.